# Claude-Quentin La Chiche
Claude Quentin La Chiche, né le 31 octobre 1719 à Dole (Jura), mort le 15 octobre 1803 à Paris, est un général de brigade et un ingénieur militaire de la Révolution française. 
Il est le premier à proposer dans la deuxième moitié du XVIIIe siècle un projet de canal reliant la Saône au Rhin en suivant le cours du Doubs.

## États de service
Il entre en service comme officier dans le corps du génie, et il participe à la campagne de 1744. Il est à la prise de Menin le 4 juin 1744, et il se signale au siège de Fribourg le 11 octobre suivant.
À l'issue de la campagne, il passe par la vallée du Doubs pour rejoindre Dole, sa ville natale. Il acquiert alors la conviction que l'on peut relier les bassins du Rhône et du Rhin en construisant un canal de dérivation de la Saône à Dole puis en rendant le Doubs navigable pour atteindre le point de partage des eaux à Valdieu-Lutran avant d'atteindre le Rhin par la construction d'un canal. Il peut donc être considéré comme l'initiateur du projet du Canal du Rhône au Rhin même s'il ne participa pas à sa réalisation.
Il approfondit sa réflexion et procède à des relevés dans différents secteurs. Le  21 octobre 1758 il fait parvenir un mémoire à M. de Beaumont, intendant de Franche-Comté, dans lequel « après avoir indiqué le point de partage et le tracé du canal jusqu'au Doubs, près de Montbéliard, il s'étend principalement sur les avantages d'un canal de dérivation qui relierait directement la ville de Dole à la Saône, à la hauteur de Saint-Jean-de-Losne, débouché dès lors assigné au futur canal de Bourgogne ». Il lui est répondu que ces travaux ne seraient profitables qu'à Dole tant que l'ensemble ne serait pas réalisé et que les finances publiques ne permettaient pas d'envisager un tel chantier. Un deuxième mémoire envoyé à Choiseul en 1765 ne donne pas de meilleurs résultats. 
C'est finalement le projet de l'ingénieur Philippe Bertrand qui est retenu alors que de son côté il poursuit ses études sur l'ensemble de la liaison Saône-Rhin et revendique la paternité du projet dans de nombreux mémoires de 1778 à 1791 : une commission mixte d'ingénieurs civils et militaires mandatée par l'Assemblée nationale reconnait son zèle et sa justesse dans l'idée générale mais on met en cause sa pertinence technique pour le tenir à l'écart du projet qui avance sans lui. 
Il est fait Chevalier de Saint-Louis le 12 novembre 1770. Il est nommé colonel le 1er janvier 1777, et il est attaché à la direction des fortifications de Strasbourg, puis de Besançon.
Il est promu maréchal de camp le 5 décembre 1781 et il est mis en retraite anticipée 15 mai 1785 à la suite de ses polémiques à propos du canal du Rhône au Rhin dont il voudrait assurer la responsabilité. 
Il reprend du service le 25 août 1792, il est prend le commandement du Génie du camp de Soissons en septembre 1792 et il devient de 1793 à 1799, membre du Comité des Fortifications. Il est définitivement mis en retraite le 13 janvier 1799.

## Sources
- (en) « Generals Who Served in the French Army during the Period 1789 - 1814: Eberle to Exelmans »